# Plaine des Cafres
La plaine des Cafres est un plateau des Hauts de l'île de La Réunion situé entre le massif du Piton des Neiges et celui du Piton de la Fournaise. Ses habitants sont appelés les Cafriplainois.
Elle doit son nom aux « Cafres », esclaves échappés qui s'y cachèrent.

## Géographie
Occupant le nord-est du territoire communal du Tampon, la plaine des Cafres est séparée de la plaine des Palmistes par le col de Bellevue, à 1 602 mètres d'altitude. À l'ouest, elle surplombe la vallée encaissée formée par le Bras de la Plaine et par un de ses affluents, le Bras de Sainte-Suzanne. À l'est, elle domine celle qu'a creusée un affluent de la rivière des Remparts. Au sud, elle s'ouvre sur le reste de la commune, bien plus urbanisé.
La plaine des Cafres constitue un bon point de départ pour une randonnée vers le piton des Neiges. Pour atteindre le plus haut sommet de l'île via le GR R2, en partant du petit parking situé près de Mare à Boue, le randonneur entame l'ascension à travers les pâturages vers le piton Tortue puis il traverse la forêt de la Plaine des Cafres et du Piton de l'Eau. Le parcours vers le sommet est plus long que celui partant de la ville de Cilaos néanmoins le dénivelé est moins important.

## Faune et flore
La forêt départemento-domaniale de la Plaine des Cafres et du Piton de l'Eau s'étend sur un vaste territoire d'environ 7 200 ha sur le flanc nord-ouest du piton de la Fournaise.
On trouve à la plaine des Cafres la végétation typique des Hauts, le climat y étant frais et les températures pouvant être négatives la nuit en hiver. Le paysage de pâturage est dégagé et constitué de vastes prairies bordées de haies faites principalement d'ajoncs. Sur la route qui mène au volcan, on observe des tamarins des Hauts.
La plaine des Cafres est en outre le lieu précis où les premiers voyageurs visitant l'île ont observé la talève de La Réunion, un oiseau aujourd'hui disparu.

## Infrastructures

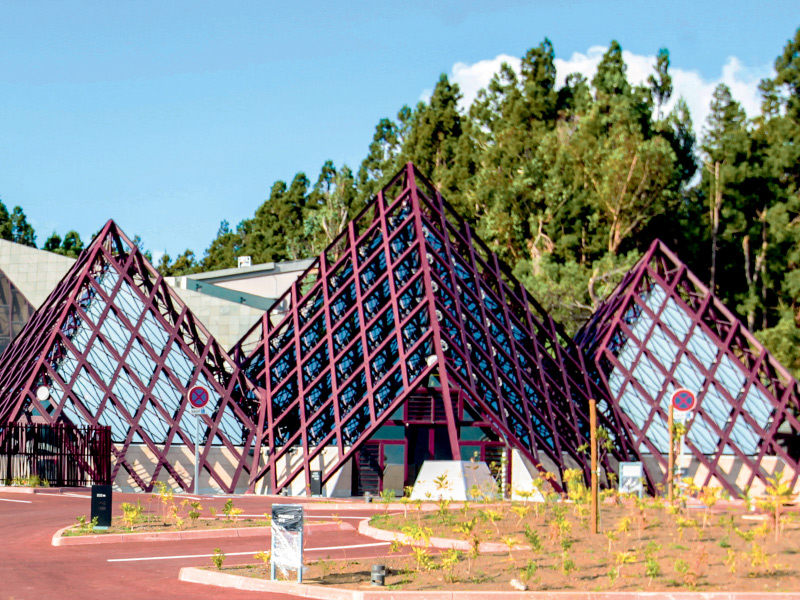
La Cité du Volcan.

La plaine des Cafres accueille l'observatoire volcanologique du Piton de la Fournaise créé en 1979 deux ans après une coulée survenue hors de l'enclos.
On y trouve un collège public d'enseignement qui porte le nom de Michel Debré.
On notera surtout la présence d'un musée d'importance consacré au volcanisme sous toutes ses formes, la Cité du Volcan.
Il y a également un dépôt de munitions sur le territoire de la commune du Tampon dépendant, depuis la création de ce service en 2011, du service interarmées des munitions et exploité par le chef de corps du 2e RPIMA depuis le 31 juillet 1999. Celui-ci a pour mission le stockage des munitions au profit de l'armée de l'air, de terre, de la marine et de la gendarmerie. La Direction départementale de l'Équipement (DDE) a aussi bénéficié de cette capacité de stockage lors de la construction de la route des Tamarins afin que les entreprises chargées du génie civil puissent stocker leurs explosifs. Le dépôt est implanté dans une zone militaire à l'altitude moyenne de 1 500 mètres contenant un camp LTN PAOLI (où travaillent au maximum 7 personnes dont des maîtres chiens, l'alimentation en gaz des bâtiments du camp LTN PAOLI est assurée par une citerne de butane de 3 mètres cubes de capacité), quelques habitations individuelles plus au loin sur un plateau d'espaces verts et accessible depuis la RN 3 par une route desservant le camp militaire. Il est implanté sur un terrain militaire de 93 hectares situé à environ 3 km au nord-ouest du lieu-dit de Bourg-Murat, protégé par deux clôtures et doté d'une entrée unique, par sas surveillé, au sud-ouest du dépôt. Les activités de ce site se résument en plusieurs catégories : la réception et le déchargement des conteneurs de munitions et d'explosifs civils, le transfert des munitions et explosifs civils vers les dépôts, le stockage des munitions et des explosifs civils, le déstockage des munitions et explosifs et le transfert hors site et la visite des munitions et le reconditionnement de caisses de munitions. Le dépôt de la Plaine des Cafres est utilisé pour le stockage en emballages agréés au transport de munitions classées en divisions de risque 1.1 à 1.4, ainsi que le stockage des explosifs civils de la DRR, classés en division de risque 1.1.

## Économie
La zone compte beaucoup sur le tourisme pour son développement. Cela a amené le maire de la commune André Thien Ah Koon à proposer en 2002 de la débaptiser pour mieux la renommer plaine des Volcans. Cette décision a suscité de vives réactions des Cafriplainois désireux de ne pas voir leurs origines cafres et marronnes dissimulées par la nouvelle appellation.
L'élevage s'est en tout cas beaucoup développé, l'espace n'étant pas rare, alors qu'il l'est de plus en plus sur le littoral. L'essentiel des bovins élevés à La Réunion le sont à la plaine des Cafres, qui est de fait le centre de la production laitière sur l'île.
La Plaine des Cafres organise tous les ans en janvier une foire agricole appelée Miel Vert.

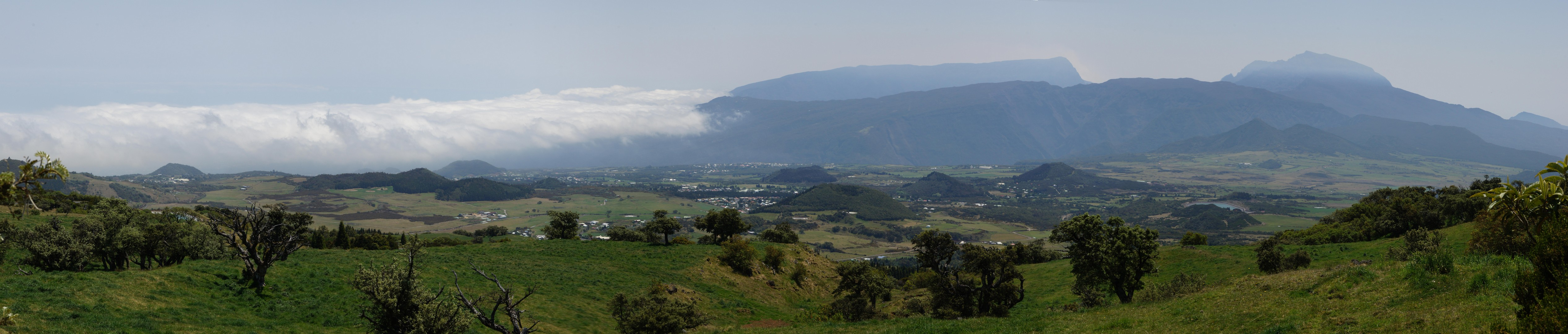
Panorama de la plaine des Cafres vue depuis la RF 5.